# Phyllophaga fuscipennis
Phyllophaga fuscipennis är en skalbaggsart som beskrevs av Moser 1918. Phyllophaga fuscipennis ingår i släktet Phyllophaga och familjen Melolonthidae. Inga underarter finns listade i Catalogue of Life.